# Ріган Чарльз-Кук
Ріган Чарльз-Кук (англ. Regan Charles-Cook, нар. 14 лютого 1997, Леїсам) — гренадський футболіст, нападник бельгійського клубу «Ейпен».
Виступав, зокрема, за клуби «Чарльтон Атлетик» та «Росс Каунті».

## Клубна кар'єра
Народився 14 лютого 1997 року в місті Леїсам. Вихованець юнацьких команд футбольних клубів «Арсенал» та «Чарльтон Атлетик».
11 серпня 2015 року дебютував за команду «Чарльтон Атлетик», відігравши 90 хвилин на позиції правого захисника в переможному матчі Кубка ліги з рахунком 4–1 проти клубу «Дагенем енд Редбрідж».
4 лютого 2017 року Чарльз-Кук на правах оренди перейшов до клубу Національної ліги «Соліхалл Мурс». Через тиждень відзначився дублем у переможному матчі 3–0 проти команди «Саттон Юнайтед». 17 квітня 2017 року Чарльз-Кук закріпив виїзну перемогу «Соліхалл Мурс» 3–1 над «Маклсфілд Таун».
Після оренди Ріган повернувся до «Чарльтон Атлетик» та 8 серпня 2017 року забив гол у переможній грі Кубка ліги 2–1 над «Ексетер Сіті».
1 вересня 2017 року Чарльз-Кук на правах оренди приєднався до клубу «Вокінг» терміном до січня 2018 року. Через день дебютував у матчі проти  «Маклсфілд Таун» вийшовши на заміну на 60-й хвилині. 16 вересня 2017 року Чарльз-Кук зробив дубль у переможній грі 2–0 над «Саттон Юнайтед». У січні 2018 року Чарльз-Кук повернувся до «Чарльтона» отримавши травму щиколотки під час перебування в «Вокінгу». 8 березня того року повернувся до «Вокінга» на правах оренди до 28 квітня 2018 року. Через день асистував Чарлі Картеру в програномму доманшньому матчі 1–3 «Галіфаксу».
30 травня 2018 року уклав контракт з клубом «Джиллінгем», у складі якого провів наступні два роки своєї кар'єри гравця. Граючи у складі «Джиллінгема» також здебільшого виходив на поле в основному складі команди.
30 червня 2020 року Ріган приєднався до клубу «Росс Каунті». У другому сезоні він став постійним гравцем команди під керівництвом нового тренера Малкі Маккея. 28 січня 2022 року нападник забив один із трьох голів у матчі «Рейнджерса» 3–3.
До складу клубу «Ейпен» приєднався 2022 року. Станом на 24 травня 2024 року відіграв за команду з Ейпена 63 матчі в національному чемпіонаті.

## Виступи за збірну
2021 року дебютував в офіційних матчах у складі національної збірної Гренади.
У складі збірної був учасником розіграшу Золотого кубка КОНКАКАФ 2021 року у США.
| Дата       | Місто          | Господарі | Результат          | Гості   | Турнір                                  | Голи | Примітки |
| ---------- | -------------- | --------- | ------------------ | ------- | --------------------------------------- | ---- | -------- |
| 13-7-2021  | Х'юстон        | Гондурас  | 4 – 0              | Гренада | Кубок КОНКАКАФ 2021 - 1-й етап          | -    | 72'      |
| 17-7-2021  | Х'юстон        | Гренада   | 0 – 4              | Катар   | Кубок КОНКАКАФ 2021 - 1-й етап          | -    | 75'      |
| 21-7-2021  | Орландо        | Панама    | 3 – 1              | Гренада | Кубок КОНКАКАФ 2021 - 1-й етап          | -    | 57'      |
| 23-3-2022  | Гібралтар      | Гібралтар | 0 – 0              | Гренада | товариський матч                        | -    |          |
| 25-3-2023  | Сент-Джорджес  | Гренада   | 1 – 7              | США     | Ліга націй КОНКАКАФ 2022—2023 - 1й етап | -    | 86'      |
| 18-6-2023  | Форт-Лодердейл | Гаяна     | 1 – 1 (6 - 4 п.п.) | Гренада | Кваліф Золотого Кубку                   | -    |          |
| 12-10-2023 | Сент-Джорджес  | Гренада   | 1 – 4              | Ямайка  | Ліга націй КОНКАКАФ 2023—2024 - 1й етап | -    | 28'      |
| Усього     |                | Матчів    | 7                  |         | Голів                                   | 0    |          |

## Досягнення
- Найкращий бомбардир чемпіонату Шотландії (1):

«Росс Каунті»: 2021–22